# Pergamentmacher

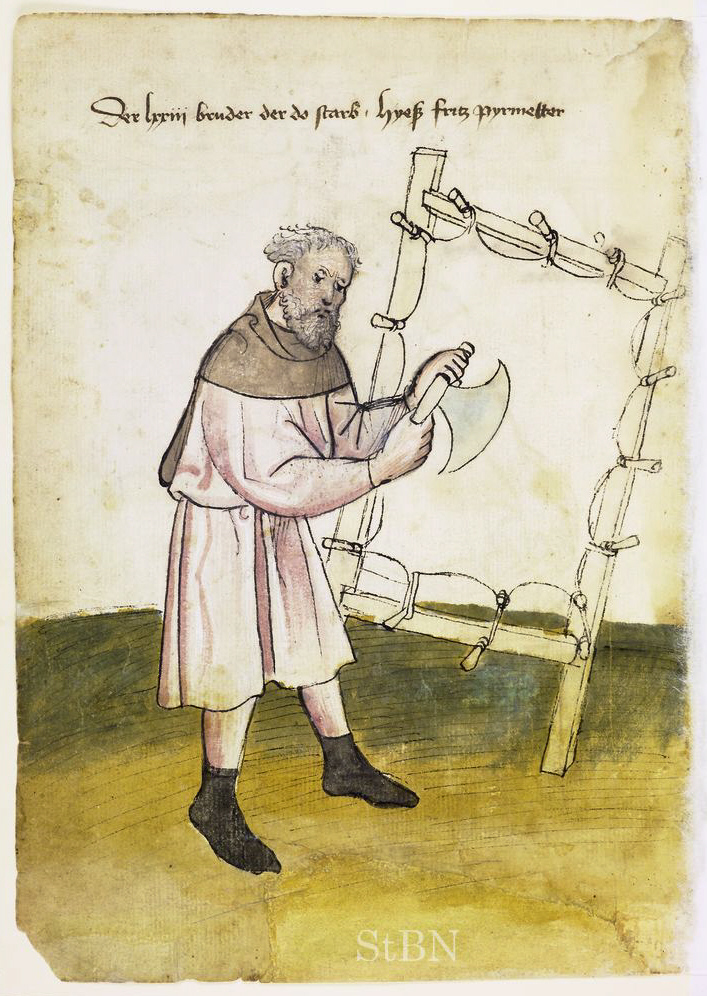
Ein Pergamentmacher namens Fritz Pyrmetter – Nürnberger Hausbücher

Pergamentmacher (auch Pirmenter, Buchfeller, Pergamenter) verwendeten zur Herstellung von Pergament und Trommelledern ungegerbte Häute von Jungrindern, Schafen, Eseln und Ziegen. Mit dem Aufkommen des Urkunden- und Buchwesens prosperierte das zu Beginn klösterliche Hilfshandwerk für die geistliche Schreibkunst. Die Herstellung des Papiers löste die Pergamentbereitung langsam aber stetig ab.
Im Wien des 13. Jahrhunderts können die Buchfeller nachgewiesen werden, was mit der regen Schreibertätigkeit um diese Zeit in Wien im Zusammenhang steht. Buchfellern, Bognern, Gürtlern und Malern wurde die Schatzsteuer erlassen, dagegen waren sie dazu verpflichtet, in einer Straße zu wohnen, die an den herzöglichen Hof grenzte.
In Nürnberg kommen um 1400 die Pergamenter unter den Berufsbezeichnungen pyrmeter oder permeter vor. Um 1433 werden ihre Zünfte erwähnt und dass sie kein Meisterstück machen mussten.  Ihr Handwerk war geschenkt, das bedeutete, es gab den Wanderzwang und wandernde Gesellen hatten Anspruch auf eine Wanderunterstützung (Geschenk) seitens des Handwerks.